# خرگوش‌موش سرخ تورانی
خرگوش‌موش سرخ تورانی (نام علمی: Ochotona rutila) گونه‌ای از پستانداران از خانواده خرگوش‌موشان (Ochotonidae) است. خز تابستانی در پشت آن به رنگ قرمز روشن است و خز شکمی سفید یا اخرایی است. خز پشتی زمستانه قهوه‌ای کم‌رنگ و خز شکمی سفید یا اخرایی روشن است. در کوه‌های سین‌کیانگ غربی در چین و همچنین به‌طور پراکنده در کوه‌های آسیای مرکزی در قزاقستان، قرقیزستان، تاجیکستان و ازبکستان یافت می‌شود. ماده باروری پایینی دارد و در فصل تولیدمثل از بهار تا تابستان فرزندانی به دنیا می‌آورد. او به‌طور کلی هر سال دو دسته‌توله تولید می‌کند، با دو تا شش بچه. به عنوان گونه‌ای از ردهٔ کمترین نگرانی در فهرست سرخ اتحادیه بین‌المللی حفاظت از طبیعت از گونه‌های در حال انقراض است، اما به نظر می‌رسد که در محدوده چین نزدیک تهدید است.